# 曲沟镇
曲沟镇，是中华人民共和国河南省安陽市安阳县下辖的一个乡镇级行政单位。

## 行政区划
曲沟镇下辖以下地区：
曲沟村、南曲沟村、四盘磨村、北曲沟村、西曲沟村、鄣邓村、安车村、郭车村、董车村、东夏寒村、西夏寒村、武旺村、陈家井村、东漳武村、洪岩村、秦小屯村和永定村。